# Lijst van burgemeesters van Laren (Gelderland)
Dit is een lijst van burgemeesters van de voormalige Nederlandse gemeente Laren, inclusief de voormalige gemeente Verwolde, in de provincie Gelderland. Deze gemeente is op 1 augustus 1971 opgegaan in de gemeente Lochem.

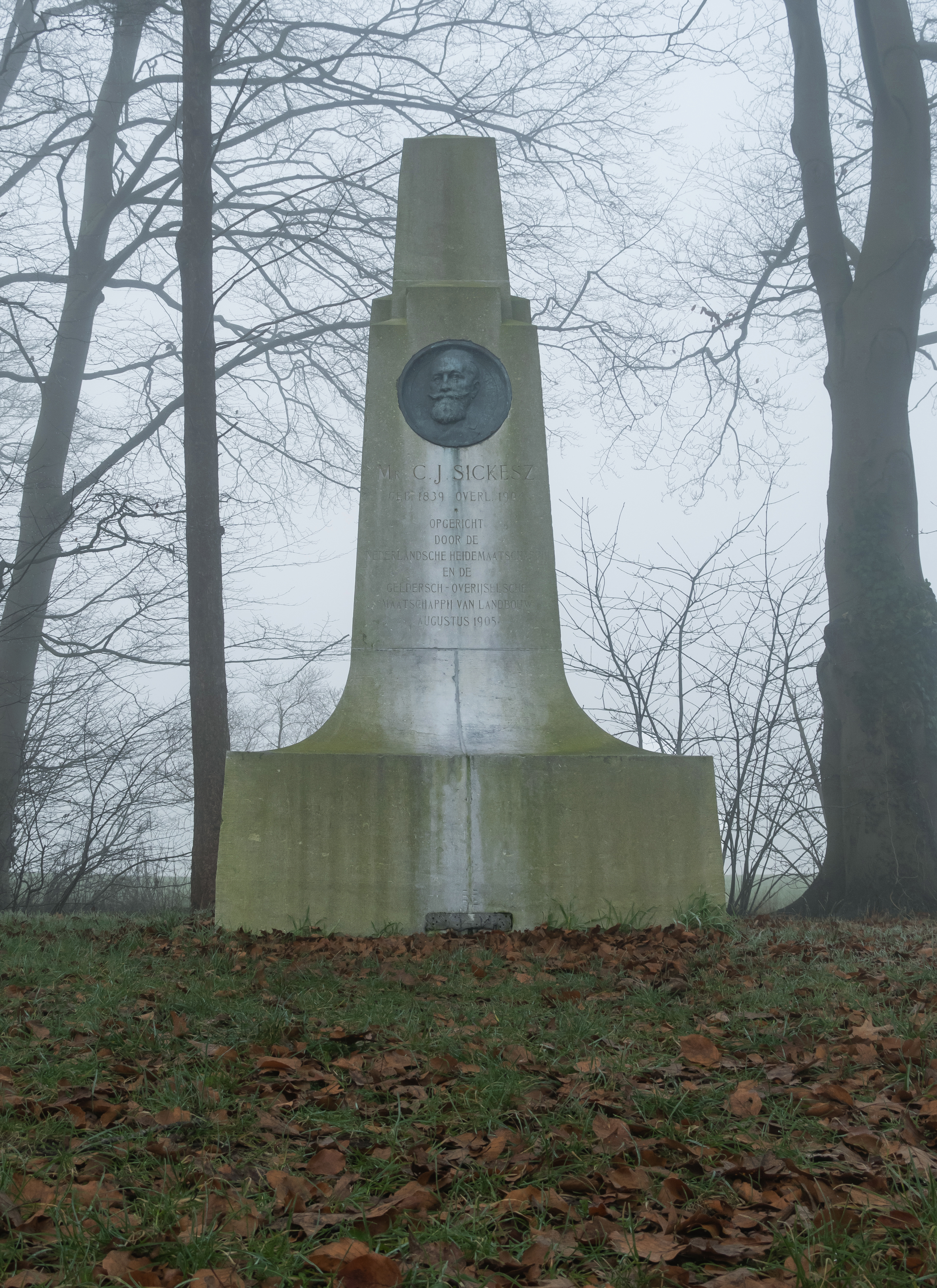
Plaquette van Cornelis Jacob Sickesz

| Ambtsperiode                   | Naam burgemeester                                             | Leven        | Partij of stroming    | Bijzonderheden |
| ------------------------------ | ------------------------------------------------------------- | ------------ | --------------------- | -------------- |
| ? - 26 juli 1851               | Joost Bernhard Sölner                                         | 1780 - 1863  |                       | eerste schout  |
| 23 augustus 1851 - 1 juni 1864 | mr. Justinus Egbert Hendrik baron van Nagell, heer van Ampsen | 1825 - 1901  | conservatief-liberaal |                |
| 18 juli 1864- 1 juli 1877      | Cornelis Jacob Sickesz                                        | 1839 - 1904  |                       |                |
| 11 juli 1878 - 29 juni 1901    | mr. Assueer Jacob baron van Nagell, heer van Ampsen           | 1853 - 1928  | Vrijheidsbond         |                |
| 18 juli 1901- 1 juli 1931      | Jan Hendrik Jurian Meijer Drees                               | ca 1858-1941 |                       |                |
| 1931 - 15 januari 1947         | Willem Lodewijk van Welderen baron Rengers                    | 1882 - 1947  |                       |                |
| 1947 - 1 april 1971            | Pieter Cornelis Loopuyt                                       | 1906 - 1985  |                       |                |